# Martha Bielenstein
Martha Louise Sophie Bielenstein (lettisch Marta Bīlenšteina; * 29. Juli 1861 in Neu-Autz, Gouvernement Kurland, Russisches Kaiserreich; † 8. Februar 1938 in Riga, Lettland) war eine deutschbaltische Graphikerin und Autorin. Sie fertigte die Zeichnungen für die Veröffentlichungen ihres Vaters August Johann Gottfried Bielenstein an und half ihm nach seiner Erblindung in den 1890er Jahren maßgeblich bei der gemeinsamen Erstellung eines Atlas des lettischen Sprachgebiets. Neben den von ihr gefertigten Karten ist sie bekannt für die Erstellung von Büchern über lettisches Kulturgut.

## Leben und Werk

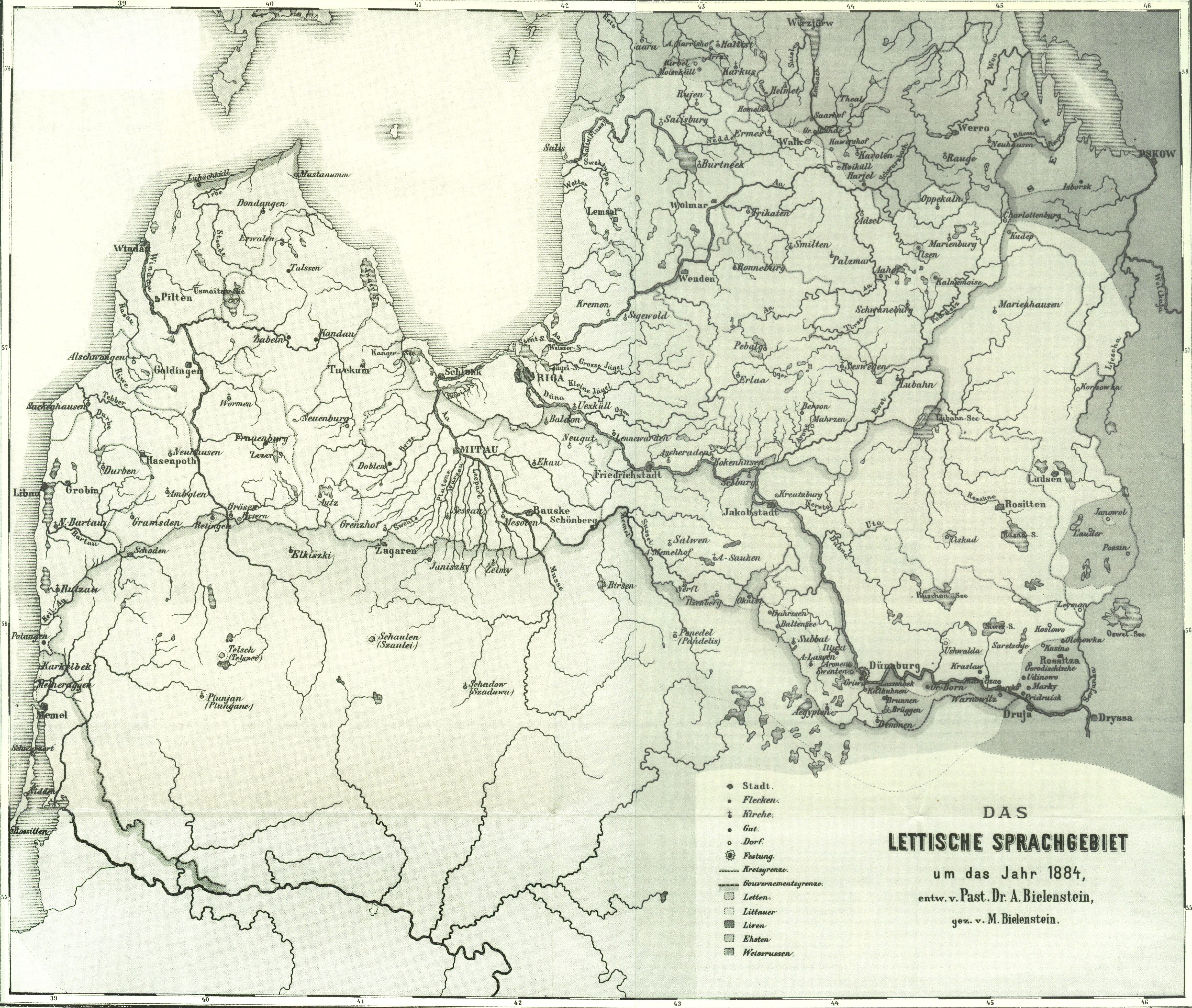
Grenzen der lettischen Sprache, 1884 nach Bielenstein. Diese Karte diente zur Festlegung der Grenzen für den unabhängigen Staat Lettland.

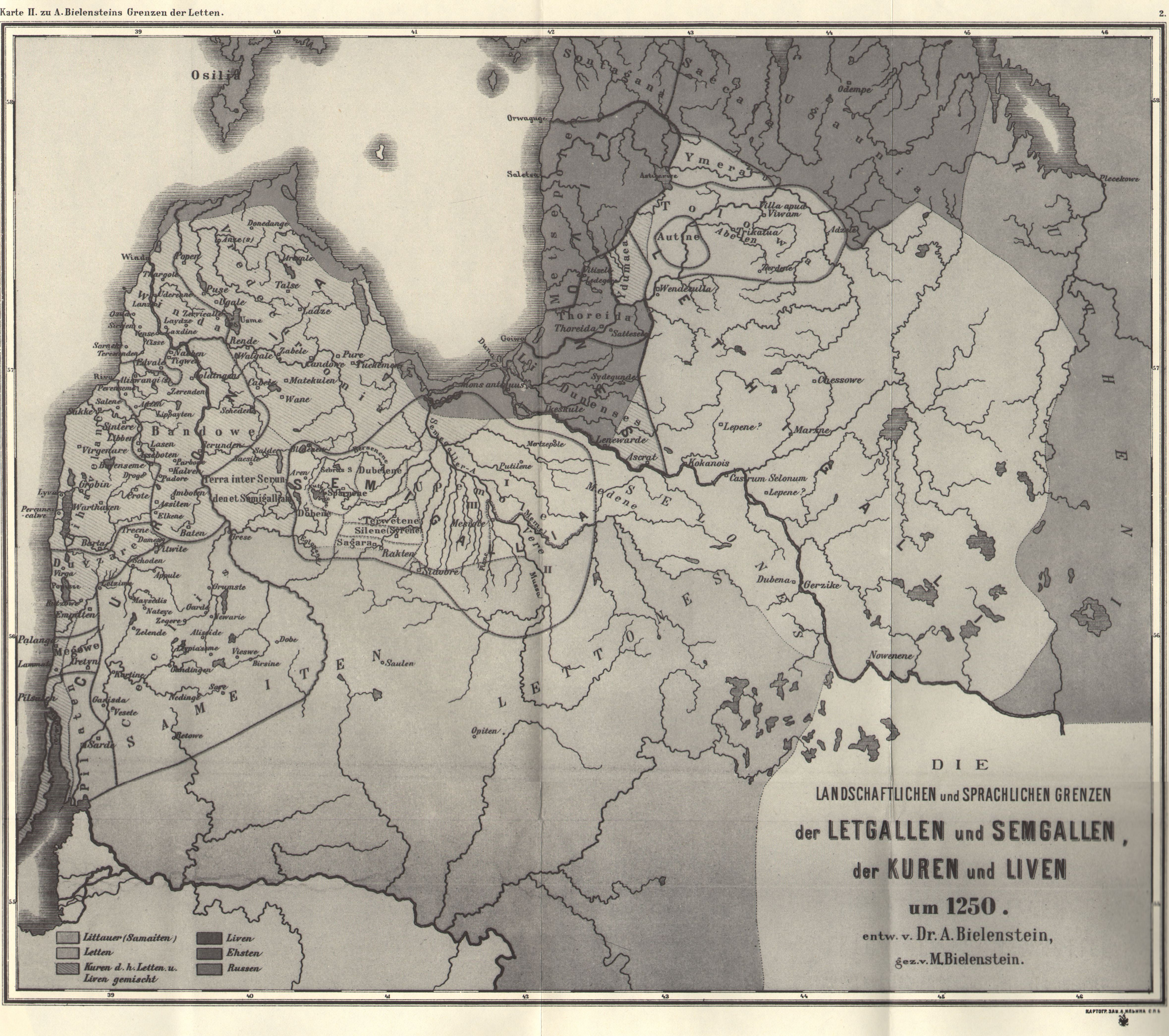
Historische Siedlungsgebiete der Lettgallen, Semgallen, Kuren, Selen und Liven um 1250.

Bielenstein war die älteste Tochter und das dritte von neun Kindern des lutherischen Pfarrers August Johann Gottfried Bielenstein und dessen Frau Ernestine Louise Hermine Bielenstein, geborene von Bordelius. Ihr Vater war seit 1852 Pastor in Eschen (heute Oši) bei Neu-Autz. Zwei Geschwister starben in der Kindheit, der ältester Bruder Max verstarb 1869 14-jährig und Johanna 1864 zwei Monate nach der Geburt.
Als sie sechs Jahre alt war, zog die Familie nach Dobeln, wo der Vater eine neue Pfarrstelle antrat. Sie und ihre Geschwister wurden von einem lettischen Kindermädchen aufgezogen und auch mit ihren Eltern sprachen die Kinder Lettisch. Ihre Brüder erhielten eine Hochschulbildung; drei von ihnen wurden Pastoren, während Siegfried Maler wurde und Bernhard Architekt. Martha und ihre Schwester Emma (1865–1887) erhielten dagegen keine höhere Bildung. Martha lernte in der Bibliothek ihres Vaters und sprach Lettisch, Deutsch und Russisch.
Schon in jungen Jahren wurde sie als Privatsekretärin in die Arbeit ihres Vaters eingebunden. Ihr Vater bezog wie viele andere Forscher ohne wissenschaftliche Institution im Hintergrund Familienmitglieder in seine Arbeit ein. Sie konnte lateinische Texte lesen und transkribierte die Manuskripte ihres Vaters, und als sein Sehvermögen nachließ, wurde sie seine Assistentin bei seinen wissenschaftlichen Aktivitäten. Ihr Vater war die letzten 15 Jahre seines Lebens blind und bei seinen Forschungen und Veröffentlichungen in allem auf ihre Hilfe angewiesen. Sie zeichnete und vollendete ihre Werke, ohne ihr Elternhaus zu verlassen, da Frauen der Besuch von Universitäten und wissenschaftlichen Gesellschaften verboten war. 
In den 1890er Jahren fertigte sie nicht nur Karten an, sondern auch über tausend Detailzeichnungen von Holzbauten und ethnografischen Objekten für die letzte Veröffentlichung ihres Vaters: Latvių mediniai pastatai ir mediniai padargai (Die Holzbauten und Holzgeräte der Letten).  
Der Atlas, der sie berühmt machte, war ein Projekt ihres Vaters nach seiner Rückkehr von einer Expedition nach Lettland. Sie zeichnete sechs Karten, die in August Bielensteins umfangreichem Forschungswerk Die Grenzen des lettischen Volksstammes und der lettischen Sprache in der Gegenwart und im 13. Jahrhundert von 1892 verwendet wurden. Von den sieben Platten für die Druckerpresse, die ihr Vater plante, wird sie als Autorin der Zeichnungen für sechs genannt und ihr älterer Bruder Emil für die siebte. Es sind nur zwei ihrer handschriftlichen Karten erhalten geblieben, eine davon war Die Landschaft und Sprachgrenzen der Lettgallen, Semgallen, Kuren und Livländer im Jahre 1250 aus dem Jahr 1886. Ihre historisch genauen Zeichnungen ergänzten auch andere Studien ihres Vaters.
Die Grenzen des lettischen Volkstammes und der lettischen Sprache in der Gegenwart und im 13. Jahrhundert. Ein Beitrag zur ethnologischen Geographie und Geschichte Rußlands wurde in St. Petersburg, Riga und Leipzig verkauft und wurde 1896 anlässlich des 10. Archäologischen Kongresses desselben Jahres auf der Lettischen Ethnographischen Ausstellung in Riga ausgestellt. Ihr Vater erhielt dafür den Demidow-Preis, die höchste Auszeichnung der Kaiserlich Russischen Geographischen Gesellschaft, sie und ihr Bruder erhielten keine Anerkennung. Die von Martha Bielstein gezeichneten Karten dieses Buchs wurden herangezogen, als nach dem Lettischen Unabhängigkeitskrieg die Grenzen Lettlands mit Estland und – 1920 im Friedensvertrag von Riga – mit der Russischen Sozialistischen Föderativen Sowjetrepublik zu bestimmen waren.
Die gesamte Bibliothek ihres Vaters, die Sammlung ethnografischen Materials, andere Forschungsmaterialien, Korrespondenz und sogar die Kirchenbücher der Gemeinde wurden während der Revolution von 1905 verbrannt. Die Familie verließ Dobeln und zog nach Mitau, wo ihr Vater zwei Jahre später starb.
Während des Ersten Weltkriegs wurde ihr Haus von der deutschen Armee besetzt. Ihre Erfahrungen mit Nahrungsmittelknappheit veranlassten sie, ein Kochbuch mit praktischen Tipps zu Hygiene und Spartipps zu schreiben. Zudem veröffentlichte sie Artikel zu ethnografischen Themen, illustrierte Marktnachrichten, Geschichten, Märchen, bemalte Porzellan und vieles mehr. Ihr 1935 erschienenes Buch Die altlettischen Färbemethoden enthält auch ethnografische Informationen zu anderen Themen wie Geschichte der Kleidung, Lederverarbeitung, Verwendung von Lindenblättern und Brennnesseln bei der Textilherstellung usw. Wie ihr Vater verwendete sie ebenfalls viele linguistische und folkloristische Materialien für ihre Forschungen.
Nachdem ihre Mutter 1919 gestorben war, zog Bielenstein nach Riga, der Hauptstadt der neuen Republik Lettland, die im Vorjahr von Russland unabhängig geworden war. Dort schrieb sie Artikel über die Ethnographie ihres Landes und lettische Märchen sowie wöchentliche Preisberichte und nützliche Tipps, die sie in einer deutschen Zeitung veröffentlichte. 1935 veröffentlichte sie auf Deutsch ein Buch über alte lettische Färbemethoden, in dem sie ihr Wissen über verschiedene Stoffe und Farbstoffe aus natürlichen Pflanzen zusammenfasste. In diesem Werk bezeichnete sie alle Pflanzen mit ihren lateinischen Namen und beschrieb Traditionen zur Farbstoffgewinnung sowie eine Analyse der Färbemethoden.
Im Alter von 77 Jahren erlitt sie bei einem Brand schwere Verbrennungen und starb 24 Stunden später. Erst ein Jahr nach ihrem Tod im Jahr 1938 wurde sie durch einen Zeitungsartikel in der Zeitung des Deutschen Frauenwerks als Wissenschaftlerin bekannt. Man sprach von ihr als populärer Forscherin, lobte ihre Karten und ihr Farbstoffbuch, betonte deren volkstümliche Aspekte und präsentierte sie als Vorbild.

## Arbeiten zur Vorbereitung der Werke von August Bielenstein
- August Bielenstein: Die Grenzen des lettischen Stammes und die lettische Sprache in der Gegenwart und im 13. Jahrhundert. St. Petersburg 1892 (Martha Bielenstein zeichnete die Karten).
- August Bielenstein: Die Holzgebäude und Haushaltsgegenstände der Letten. 1907 (Autorin von 700 Abbildungen, zusammengestelltes wissenschaftliches Material, Autorin des Kapitels über Handarbeitswerkzeuge der Frauen).

## Veröffentlichungen (Auswahl)
- Notstandskochbüchlein. Gewidmet den baltischen Frauen. F. W. Siebwerk’s Buchdruckerei, Memel 1916.
  - Zweite und dritte, vermehrte und verbesserte Auflagen erschienen 1918 und 1922 „zeitgemäß umgearbeitet“ im Rigaer Verlag von E. Bruhns.
- Die altlettischen Färbmethoden. Studien zur indogermanischen Altertumskunde (= Veröffentlichungen der volkskundlichen Forschungsstelle am Herderinstitut zu Riga. Band 2). Druck u. Verlag der AG Ernst Plates, Riga 1935.
  - Nachdruck u. d. T. Kleidung und Färbemethoden bei den alten Letten (= Baltica Materialien. Band 3). Neuthor-Verlag, Michelstadt 1996, ISBN 3-88758-024-9.